# Pierre Puget
Pierre Puget (16 de outubro de 1620 – 2 de dezembro de 1694) foi um pintor, escultor, arquiteto e engenheiro barroco francês. Sua escultura exprimia emoção, pathos e drama, diferenciando-a da escultura mais clássica e acadêmica do estilo Luís XIV.

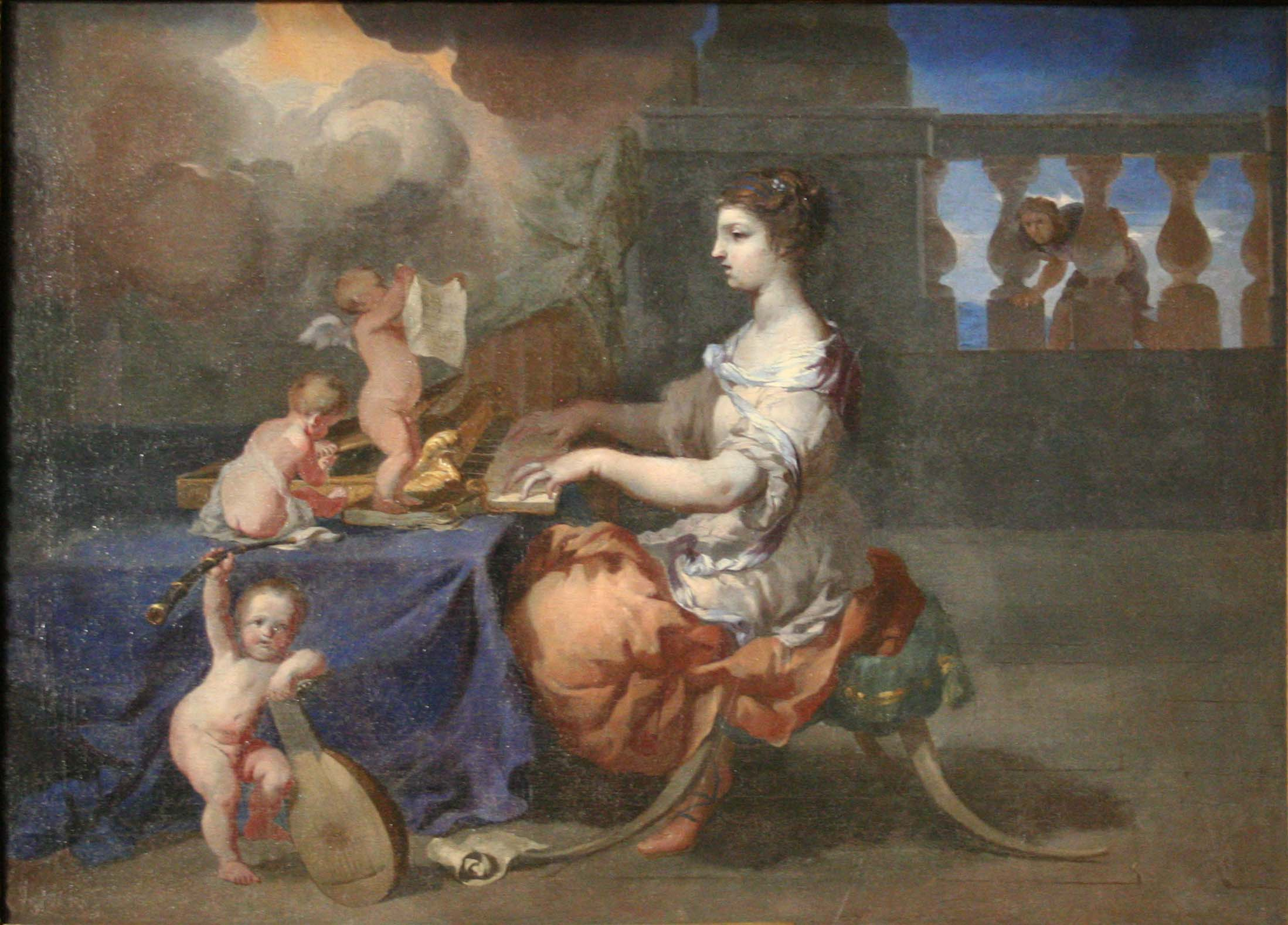
Santa Cécile (1651), (Museu de Belas Artes de Marselha)
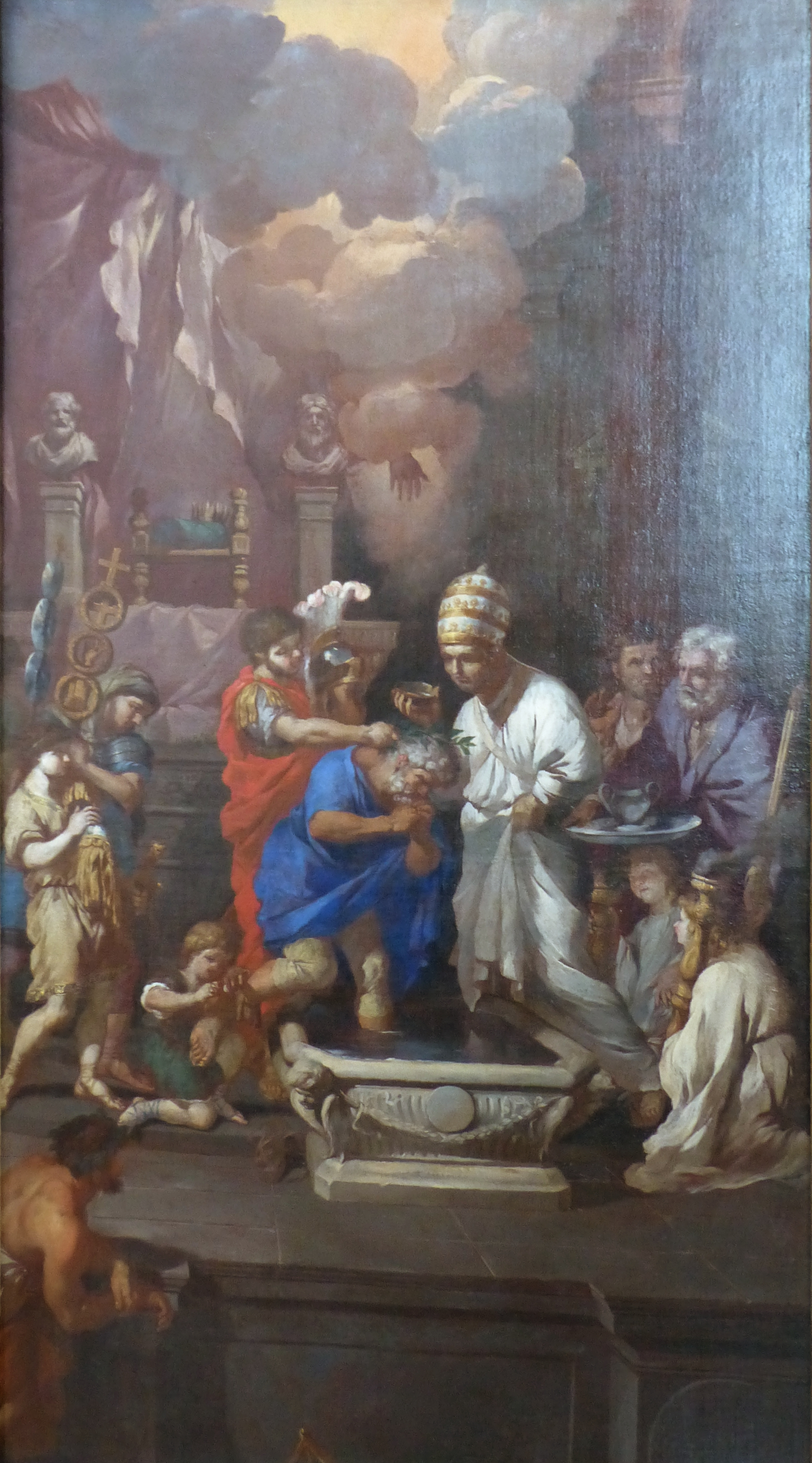
Baptism of Constantine (1653), (Encomendado para Marseille Cathedreal, agora no Museum of Fine Arts, Marseille_
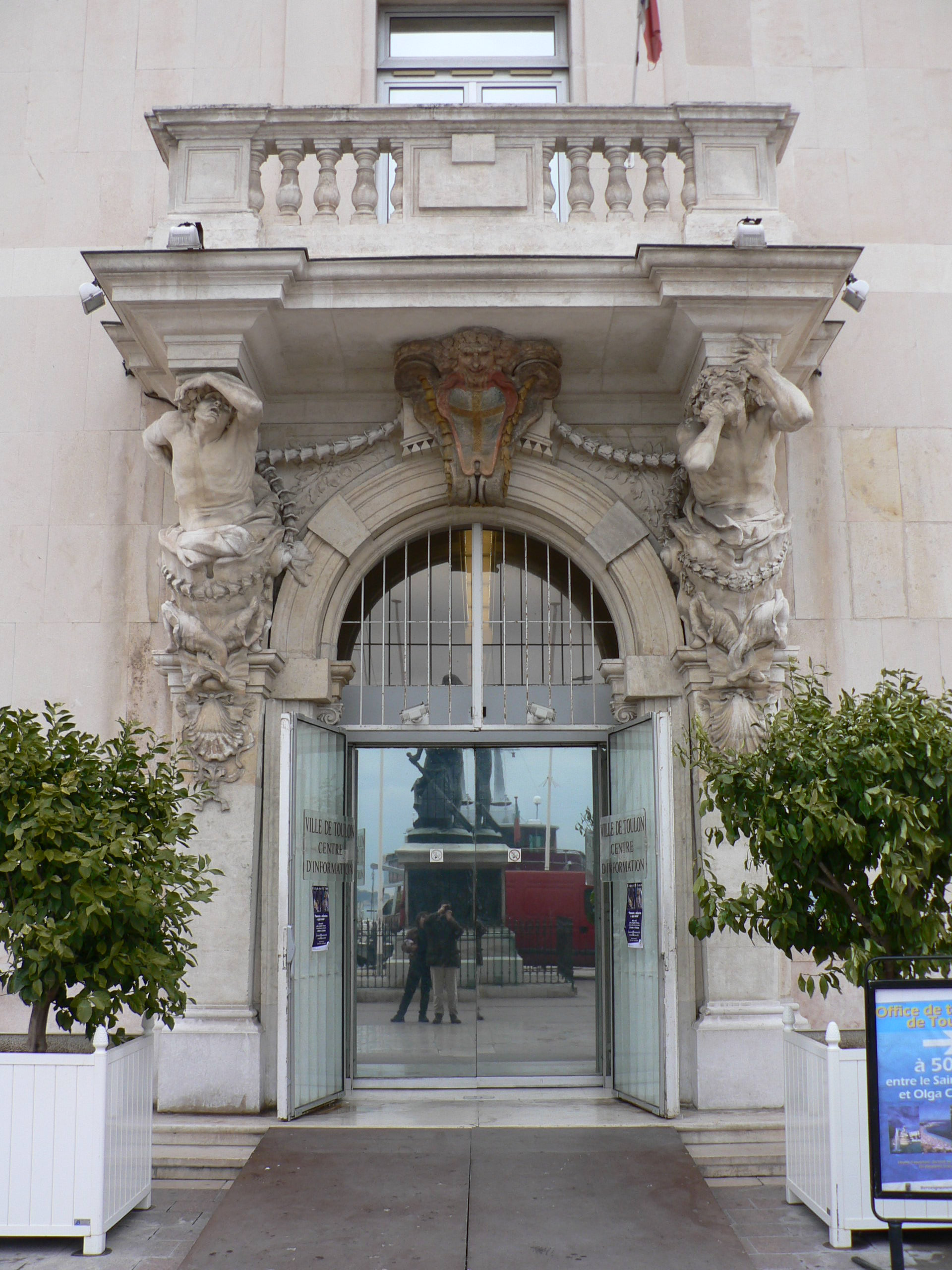
Cariátides no portal da Prefeitura, Porto de Toulon (1657)
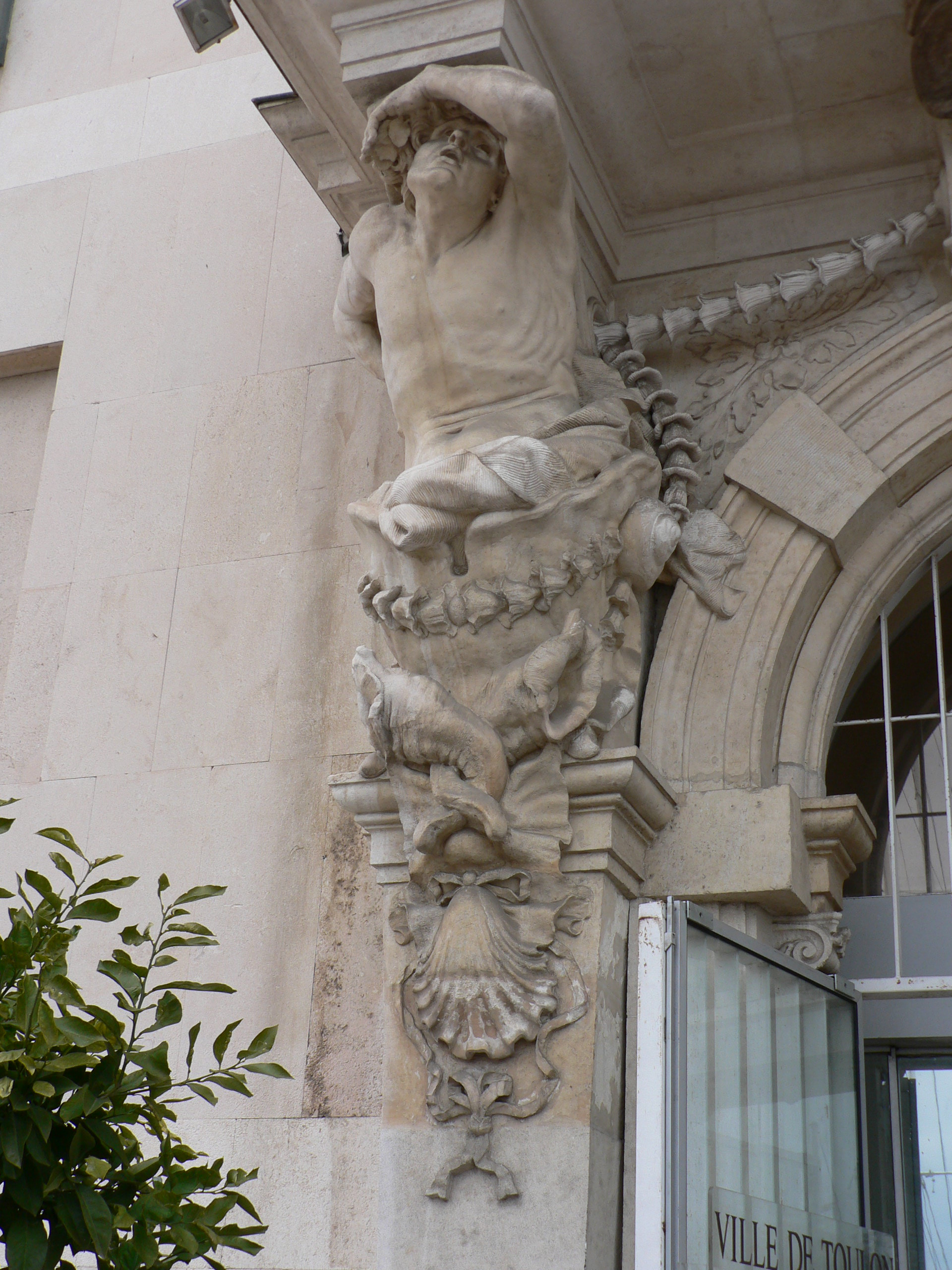
Detalhe da cariátide na prefeitura no porto de Toulon (1657)

## Morte
Puget morreu em Marselha em 2 de dezembro de 1694, aos setenta e quatro anos. Foi sepultado no cemitério da igreja do Convento da Observância. A igreja e o cemitério desapareceram e não há nenhum marcador que indique onde seus restos mortais estão enterrados. 

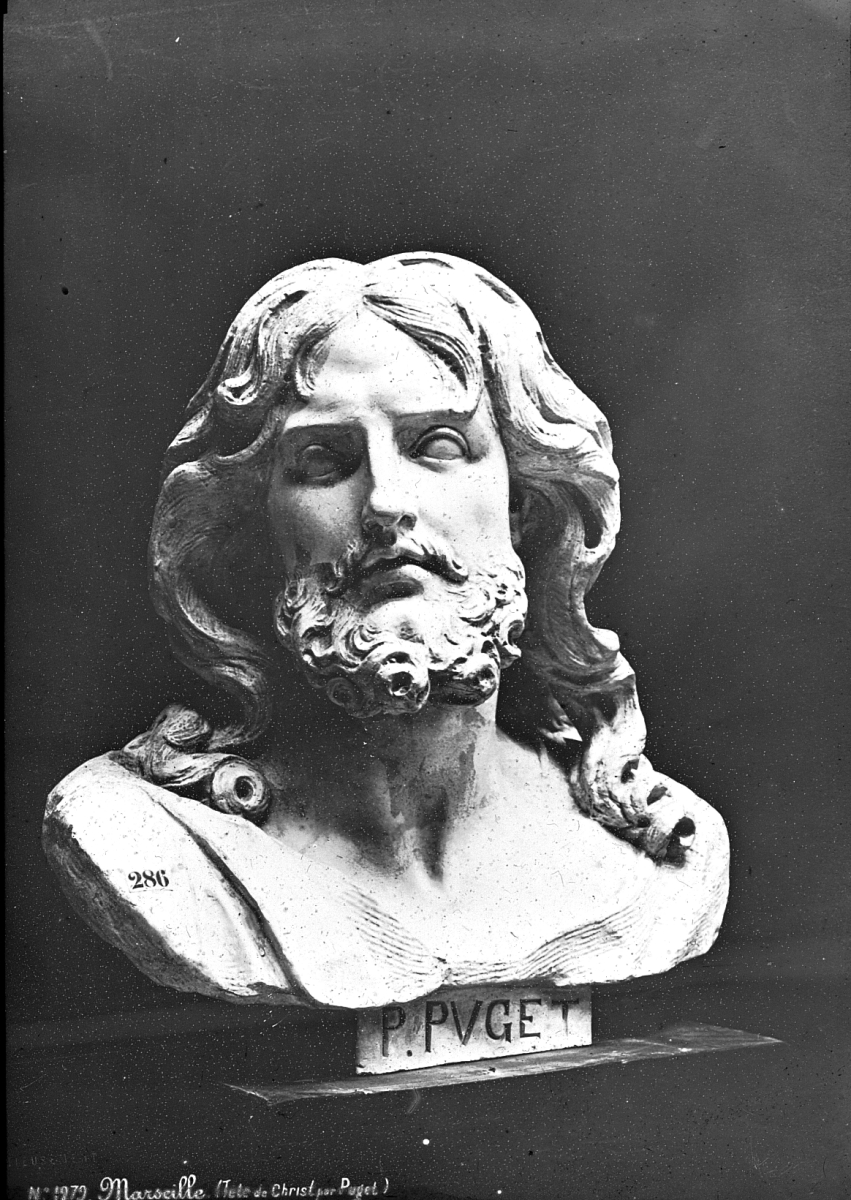
Cabeça de Cristo por Puget, Marselha. Arquivos do Brooklyn Museum, Goodyear Archival Collection
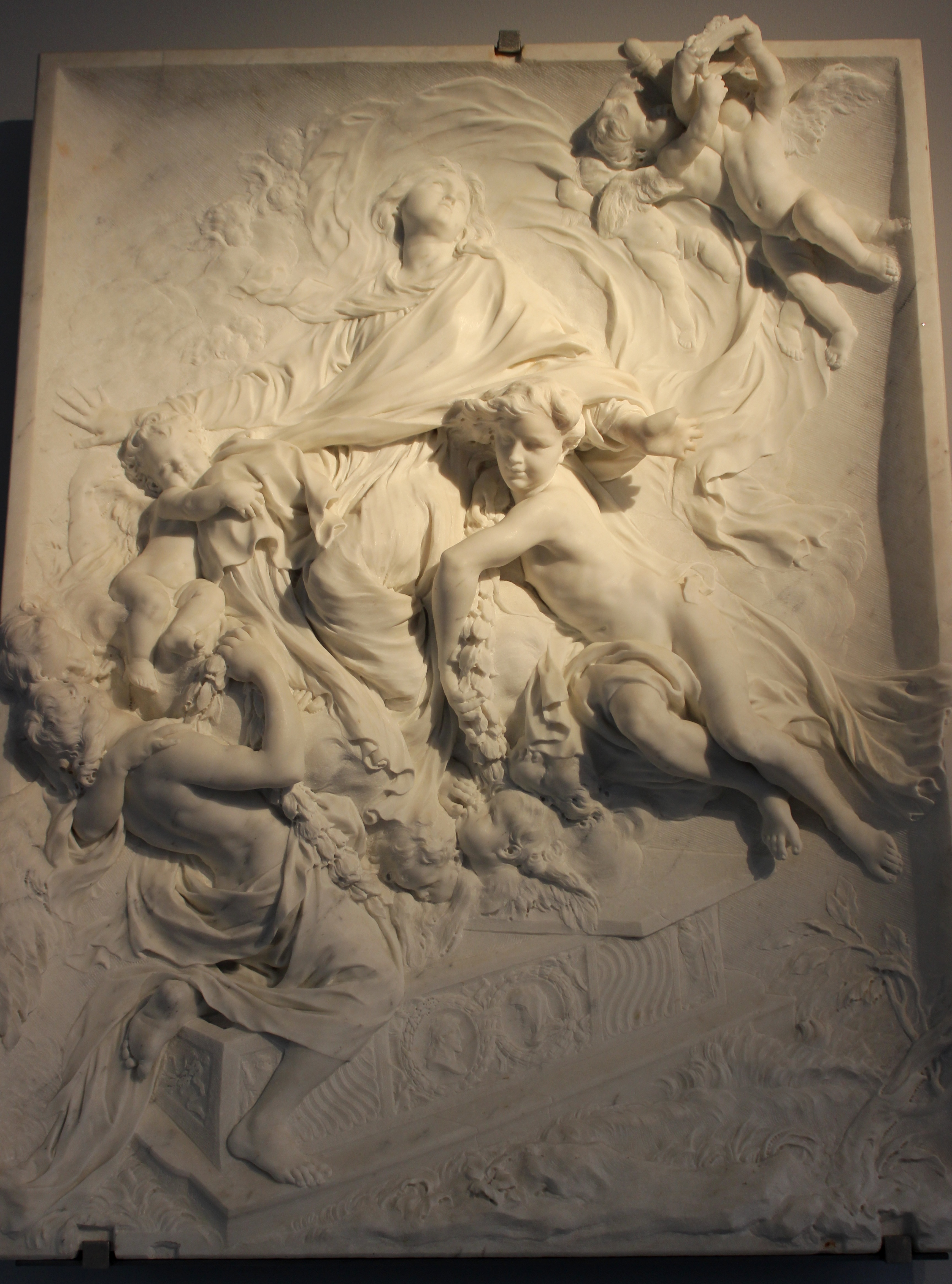
Assunção da Virgem, Museu Bode, Berlim
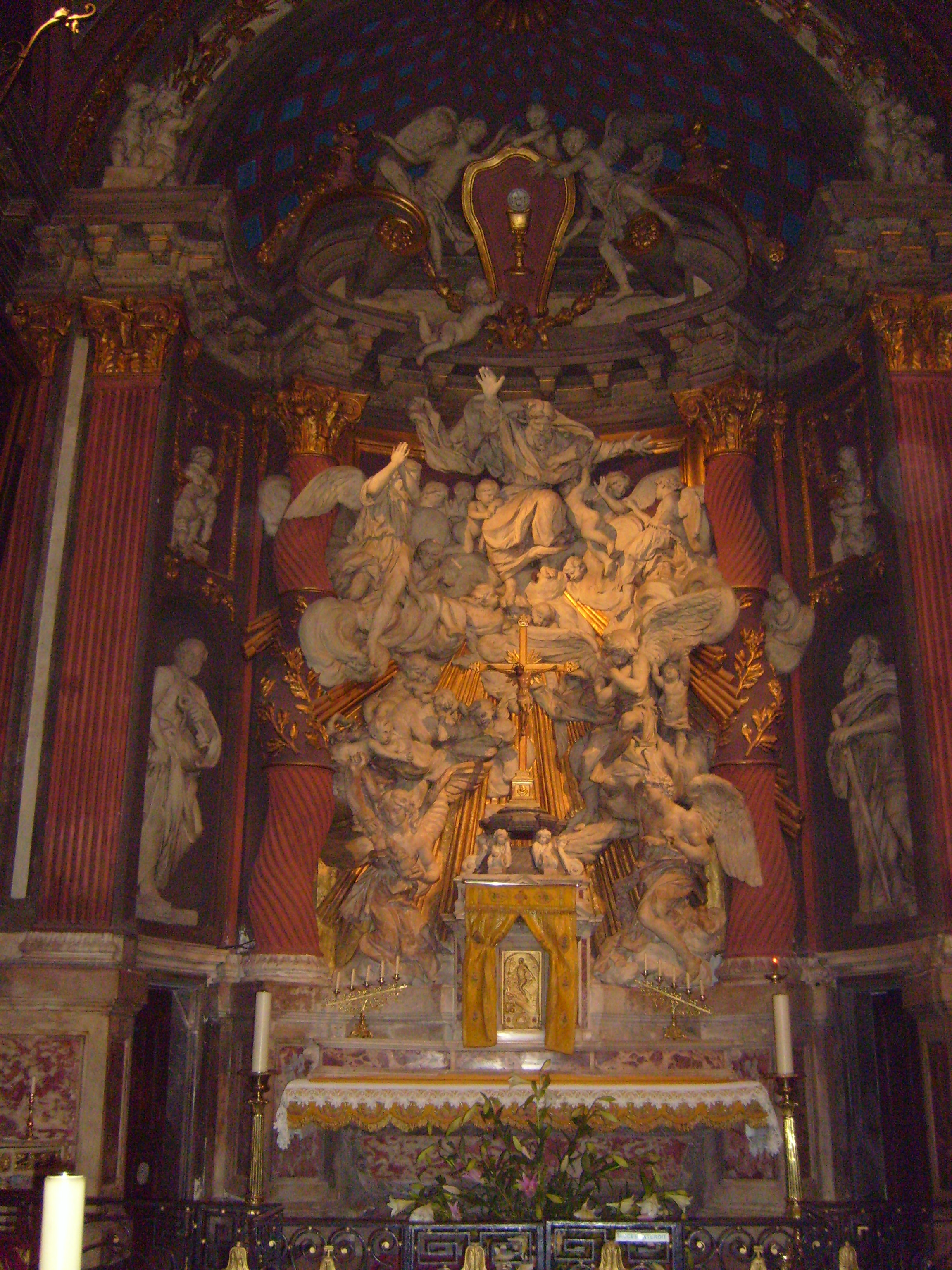
Retable Catedral de Toulon
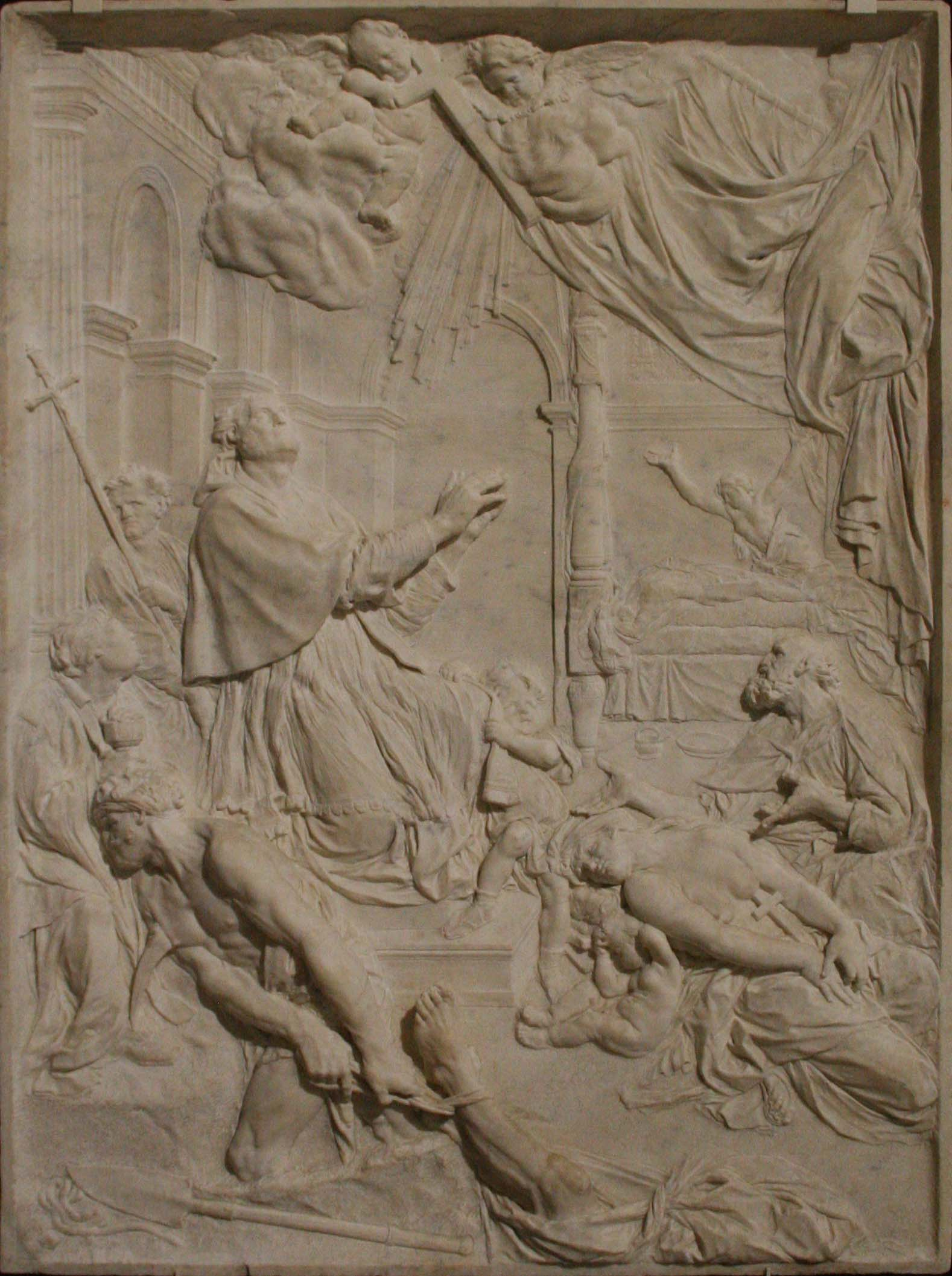
A praga de Milão, (baixo-relevo) sua última e incompleta obra
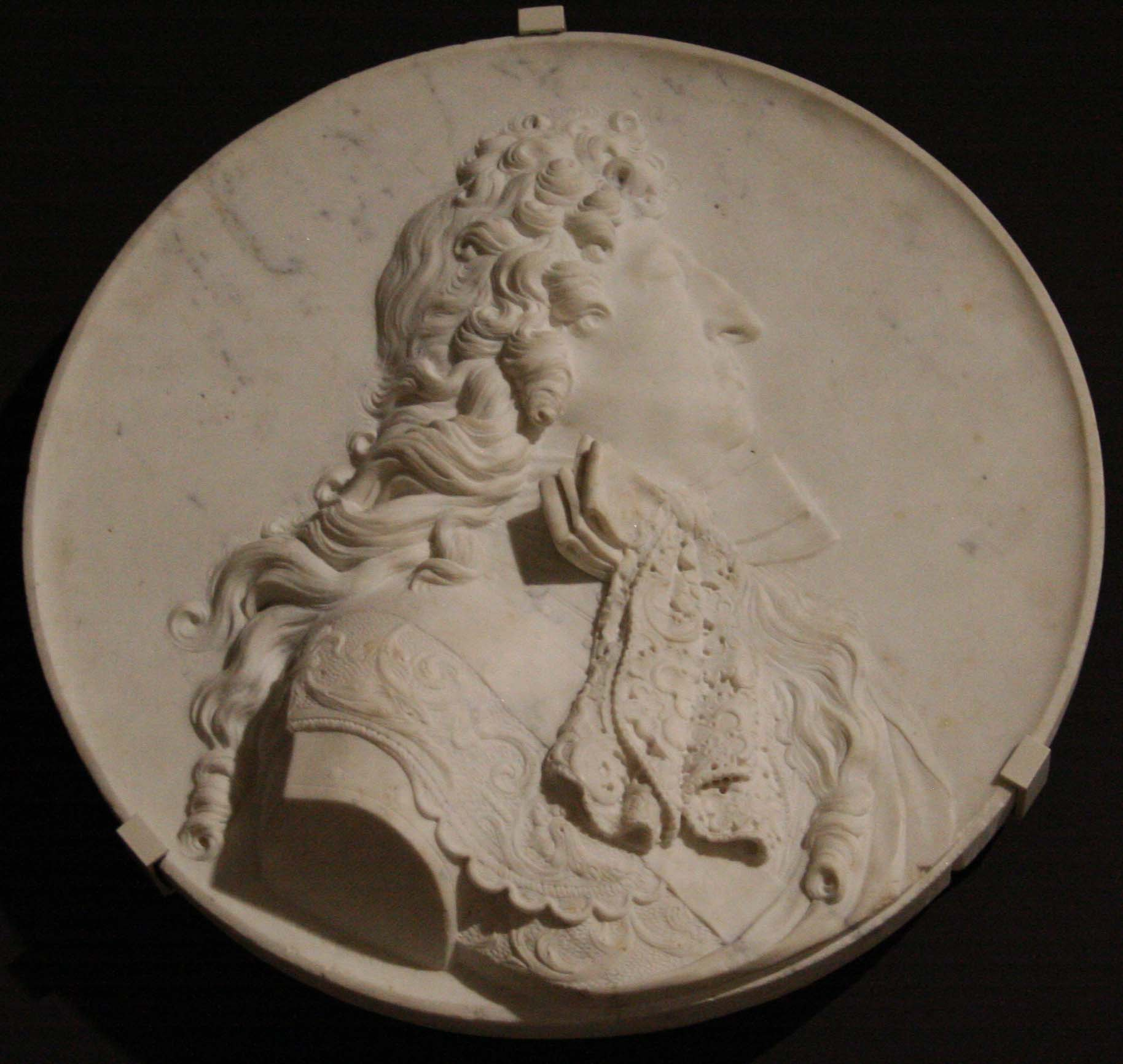
Luís XIV, medalhão em mármore

## Pinturas

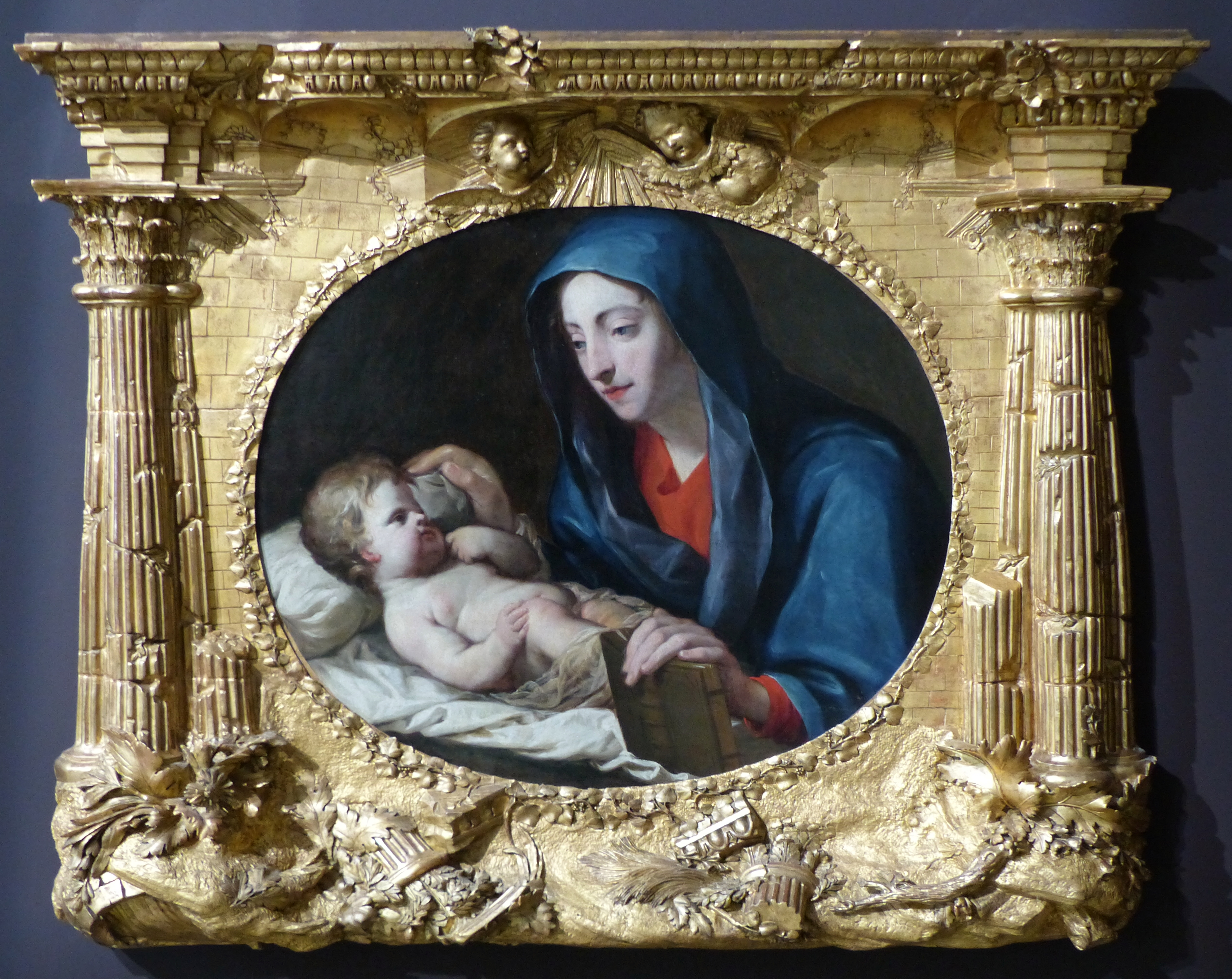
Sono do menino Jesus, final do século 17 (Museu de Belas Artes, Marselha)